# 汉密尔顿爵士夫人埃玛
埃玛·汉密尔顿女爵士（英語：Dame Emma Hamilton，1765年4月26日—1815年1月15日），本名埃米·莱昂，后来搬到伦敦后被称为埃玛·哈特，婚后成为汉密尔顿爵士夫人，是一名英国女仆、模特、舞者和演员。她的职业生涯始于伦敦的不正当工作，成为许多富有男人的情妇，最终与海军英雄纳尔逊勋爵相恋。她也是肖像画家喬治·羅姆尼最喜欢的模特。
1791年，26岁的她嫁给了威廉·汉密尔顿爵士，他是英国驻那不勒斯王国的大使。婚后她在宫内取得了成功，与女王、玛丽·安托瓦内特的姐姐是朋友，还结识了纳尔逊。

## 早年生活
她出生时名叫埃米·莱昂（英語：Amy Lyon），出生在英国柴郡內斯頓附近的内斯，父亲亨利·莱昂（Henry Lyon）是一名铁匠，在她两个月大时去世。她于1765年5月12日受洗。她由母亲玛丽·基德（Mary Kidd，后来改姓卡多根）和外祖母萨拉·基德（Sarah Kidd）在哈登抚养长大，并没有接受正式的教育。后来，她改名为埃玛·哈特（英語：Emma Hart）。

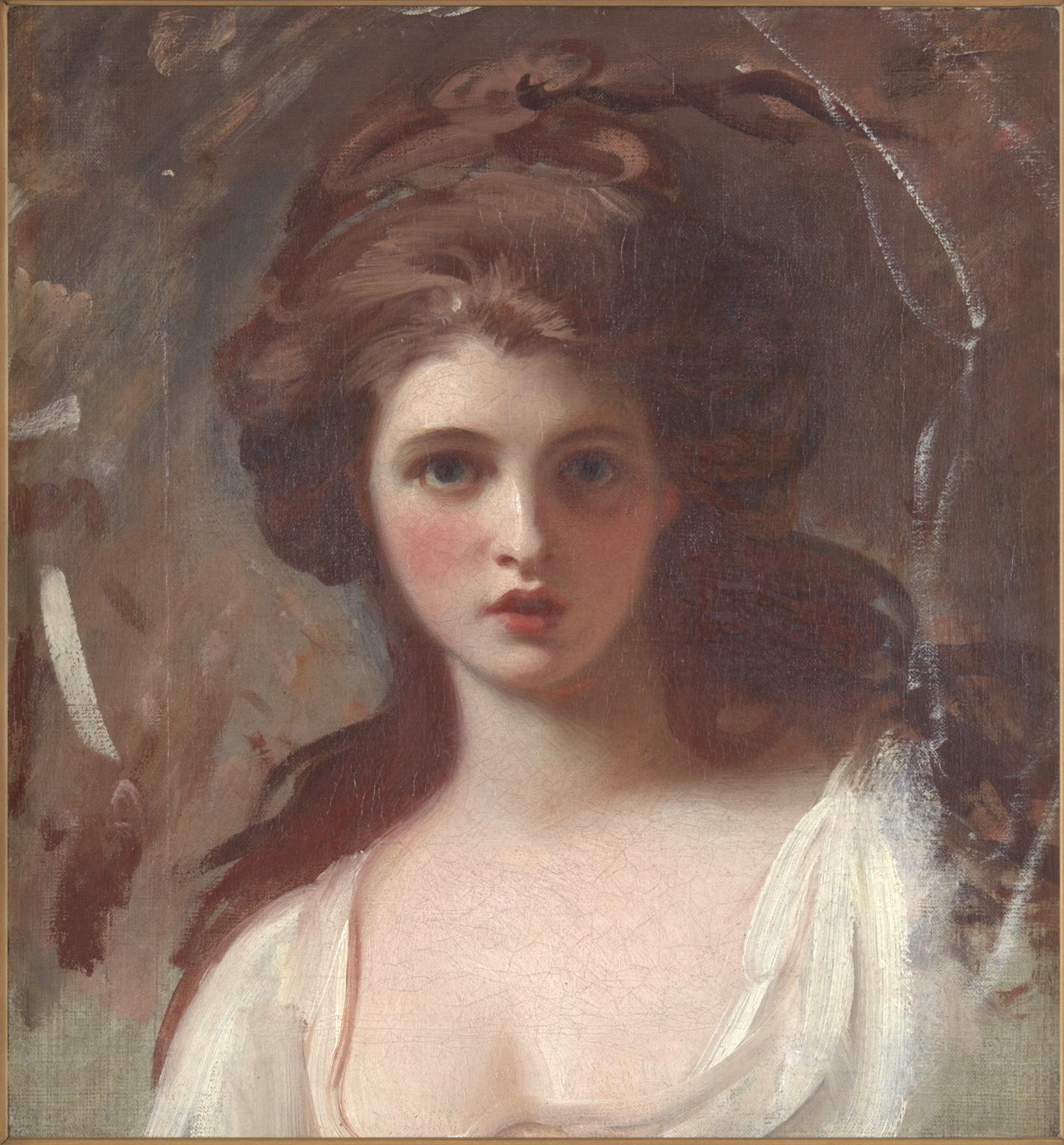
埃玛扮作喀耳刻，喬治·羅姆尼，1782年

在外祖母六十岁的时候，家境困难，玛丽于1777年前往伦敦后，12岁的埃玛开始在哈登的霍諾拉圖斯·雷伊·湯瑪斯家中做女佣。湯瑪斯是在切斯特工作的外科医生。
仅仅几个月后，她又失业了，并于1777年秋季搬到了伦敦。她开始在伦敦黑衣修士的查塔姆广场的巴德家族工作，并在柯芬園的德魯里巷劇院演出。她曾是玛丽·鲁滨逊等女演员的女佣。埃玛随后为苏格兰“江湖医生”詹姆斯·格雷厄姆担任模特和舞者。
15岁时，埃玛遇到了哈里·费瑟斯通豪爵士，他雇佣她数月，担任他在南部丘陵上费瑟斯通豪的乡村庄园乌帕尔克的一场长时间单身派对的女主人和表演者。据说她在他的餐厅桌上裸舞。费瑟斯通豪把埃玛带到那里作为情妇，但经常忽略她，更喜欢与朋友一起喝酒和狩猎。埃玛很快与呆板但真诚的查尔斯·弗朗西斯·格雷维尔勋爵（1749-1809）交上了朋友。大约在这个时候（1781年6月底至7月初），她与费瑟斯通豪怀了一名孩子。
格雷維爾收她為情婦，條件是孩子必須被寄養出去。孩子埃玛·卡鲁（Emma Carew）一出生就被送回哈登，由曾曾祖母抚养，前三年一直生活在那里，之后（曾在伦敦与母亲短暂居住一段时间）被送到曼彻斯特的约翰·布莱克本（John Blackburn）校长和他的妻子那里。年少时埃玛的女儿经常见到母亲，但后来埃玛负债累累时，她的女儿出国作为女伴或家庭教师工作。
格雷维尔让埃玛住在伦敦帕丁顿格林埃奇韋爾街（Edgware Row）的小屋里，那时该地是伦敦郊外的一个村庄。在格雷维尔的要求下，她将自己的名字改为“埃玛·哈特”，穿着朴素的服装，避免社交生活。他安排埃玛的母亲作为管家和女伴与她一起生活。格雷维尔还教会了埃玛更优雅地发音，一段时间后，开始邀请一些朋友与她见面。

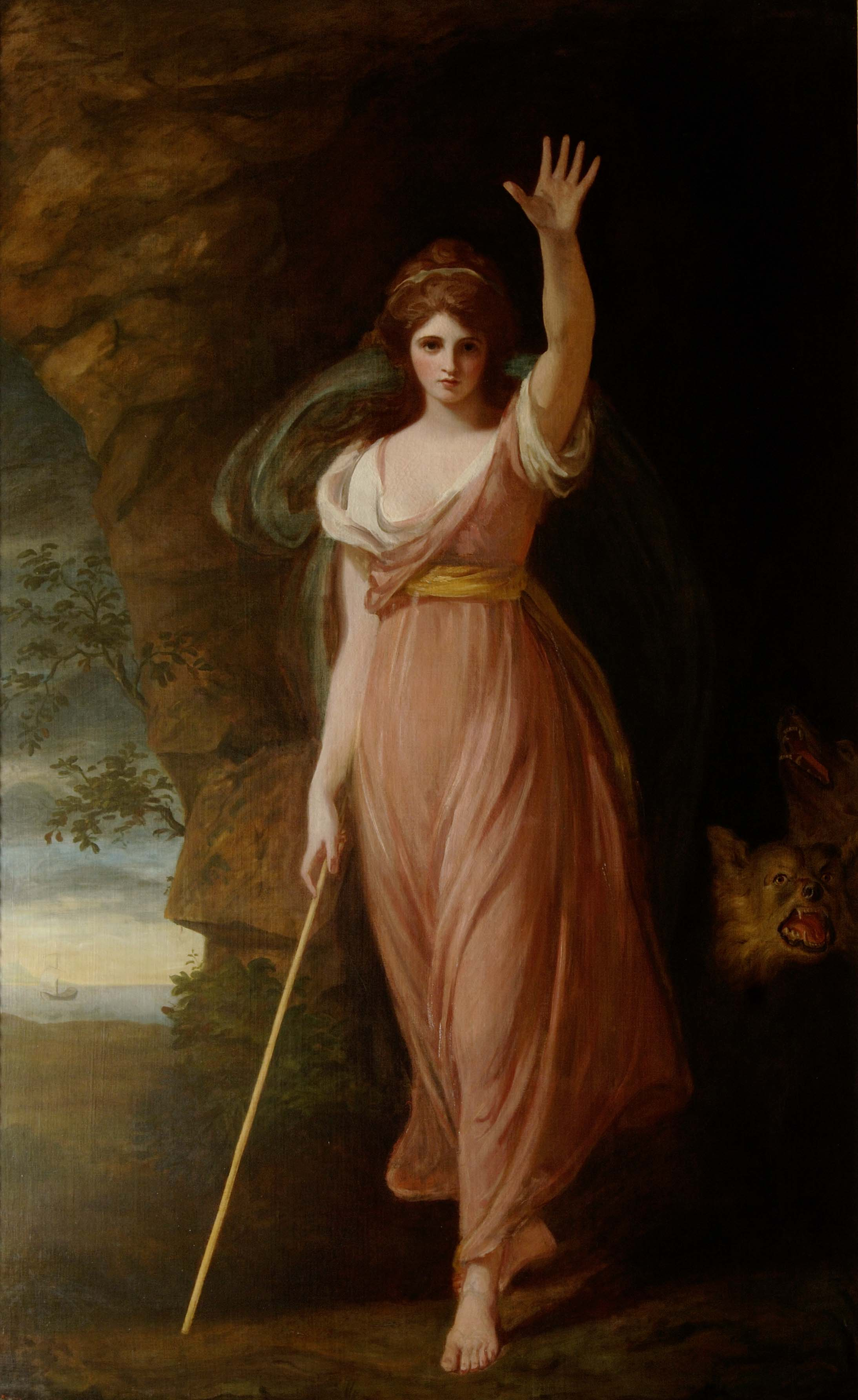
埃玛扮作喀耳刻，于沃德斯登莊園。這是羅姆尼為埃玛繪製的第一幅扮作喀耳刻的肖像畫，1782年7月至8月

格雷維爾看到了通過提成賺錢的機會，他派她去见他的画家朋友喬治·羅姆尼。羅姆尼正在寻找一个新的模特和灵感来源，就在那时，埃玛成为了羅姆尼许多最著名肖像画的题材，很快就成了伦敦最大的名人。羅姆尼的终身痴迷也从那时开始，他为她裸体和穿衣的多种姿势进行素描，后来在她不在场的时候用这些素描创作画作。羅姆尼的作品的大受欢迎，而作为他那位引人注目的年轻模特，埃玛以“埃玛·哈特”的名字在社交圈内广为人知。她机智、聪明，学习迅速，优雅，正如她的画作所证明的那样，极其美丽。羅姆尼对她的外貌和适应当时社会理念的能力深感着迷。罗姆尼和其他艺术家以许多不同的姿态描绘她，预示了她后来的“姿态”。

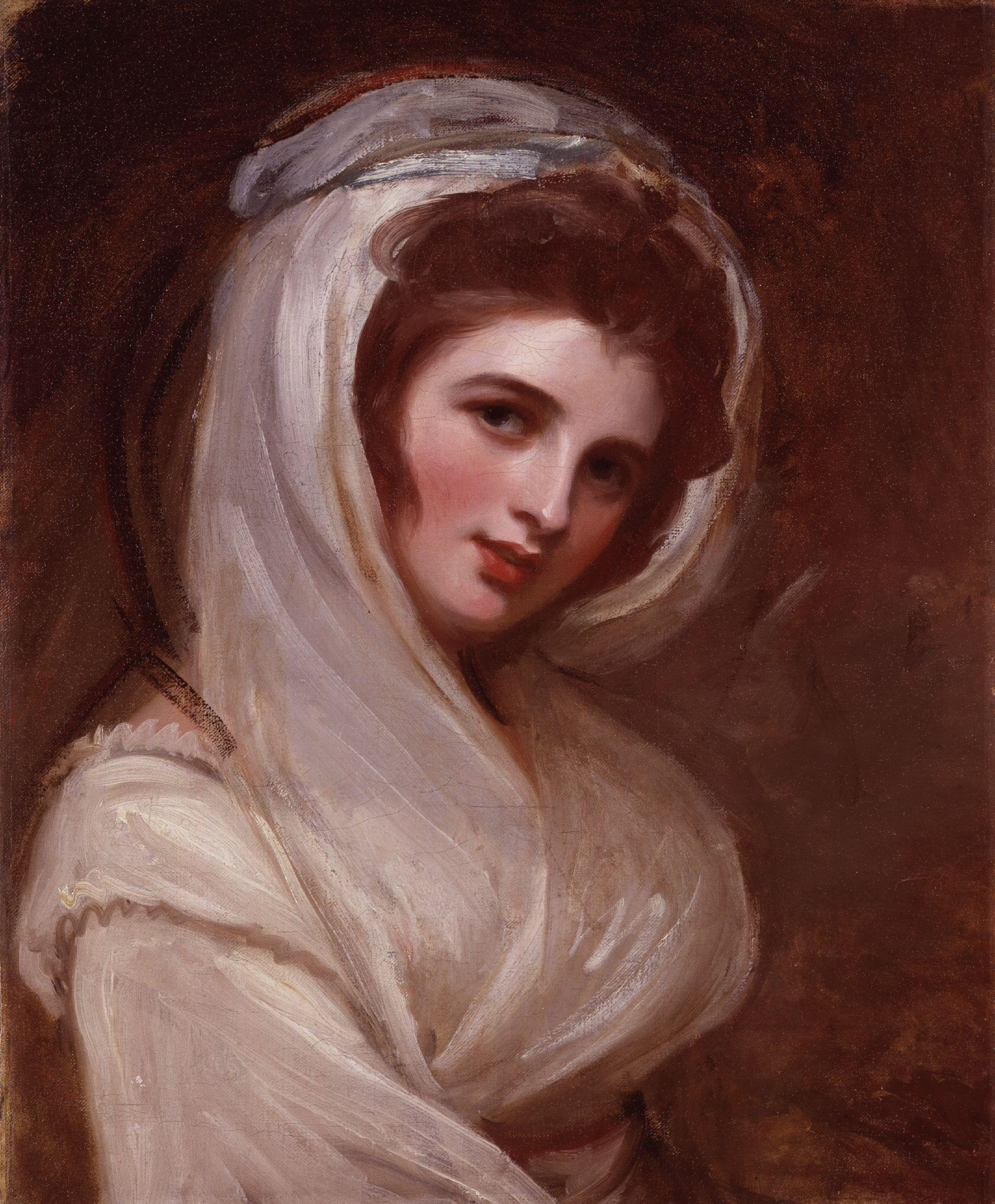
喬治·羅姆尼的另一幅画作，1785年左右

1783年，格雷维尔需要找一个富有的妻子来补充他的财务，而十八岁的继承人亨丽埃塔·米德尔顿（Henrietta Middleton）正好合适。埃玛将成为一个问题，因为他不喜欢被称为她的情人（通过她在羅姆尼的艺术作品中的名声，这一点已经为所有人所知），如果他公开与埃玛·哈特生活在一起，他未来的妻子将不会接受他的求婚。为了摆脱埃玛，格雷维尔说服了他的舅舅，即他母亲的弟弟，威廉·汉密尔顿爵士，他是英国驻那不勒斯的特使，让他收留埃玛。
格雷维尔的婚姻对威廉爵士非常有用，因为这样他就不再有格雷维尔这一穷亲戚了。为了推动他的计划，格雷维尔暗示威廉爵士，埃玛将成为一个非常令人愉悦的情妇，他向威廉爵士保证，一旦与亨丽埃塔·米德尔顿结婚，他将前来接走埃玛。当时55岁的威廉爵士刚刚丧偶，已经有五年多没有回到伦敦了。埃玛著名的美貌当时已经为威廉爵士所熟知，以至于他甚至同意支付她的交通费用，以确保她快速到达。他曾经幸福地结婚，直到1782年妻子去世，而且他喜欢有女性作陪伴。他在那不勒斯的家在全世界范围内以好客和精致而闻名。他的沙龙需要一个女主人，根据他了解的埃玛的情况，他认为她是完美的选择。
格雷维尔没有告诉埃玛他的计划，相反，在1785年，当他（格雷维尔）因公务前往苏格兰时，他建议埃玛去那不勒斯度过一个长时间的假期，就在埃玛的母親中風後不久。艾瑪因此被送往那不勒斯，據說待六到八個月，卻沒有意識到她是以主人的情婦的身份去的。1786年3月13日，埃玛與她的母親和加文·汉密尔顿（Gavin Hamilton）一起乘坐一輛旧马车經陸路前往那不勒斯，並於4月26日，在她21岁生日那天抵达那不勒斯。

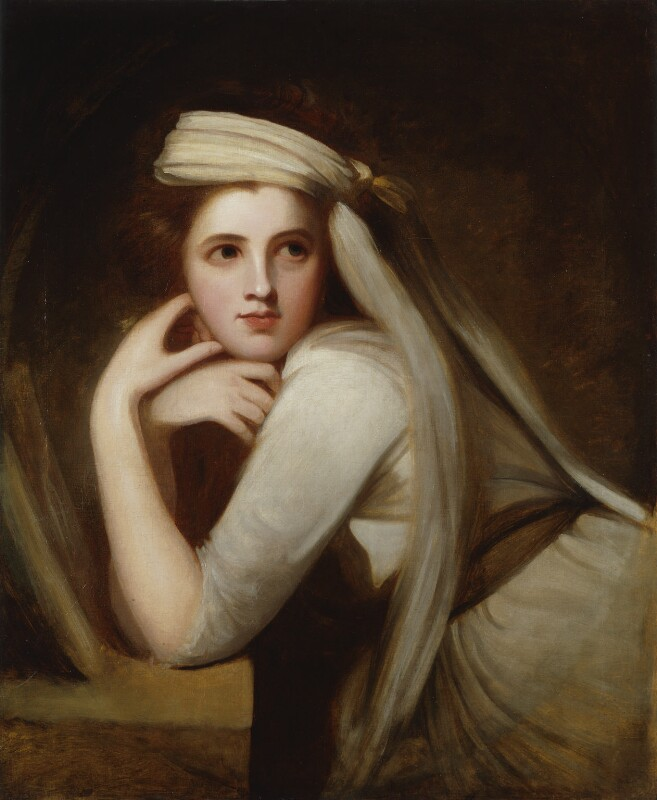
埃玛扮作西比拉，乔治·罗姆尼，1785年左右
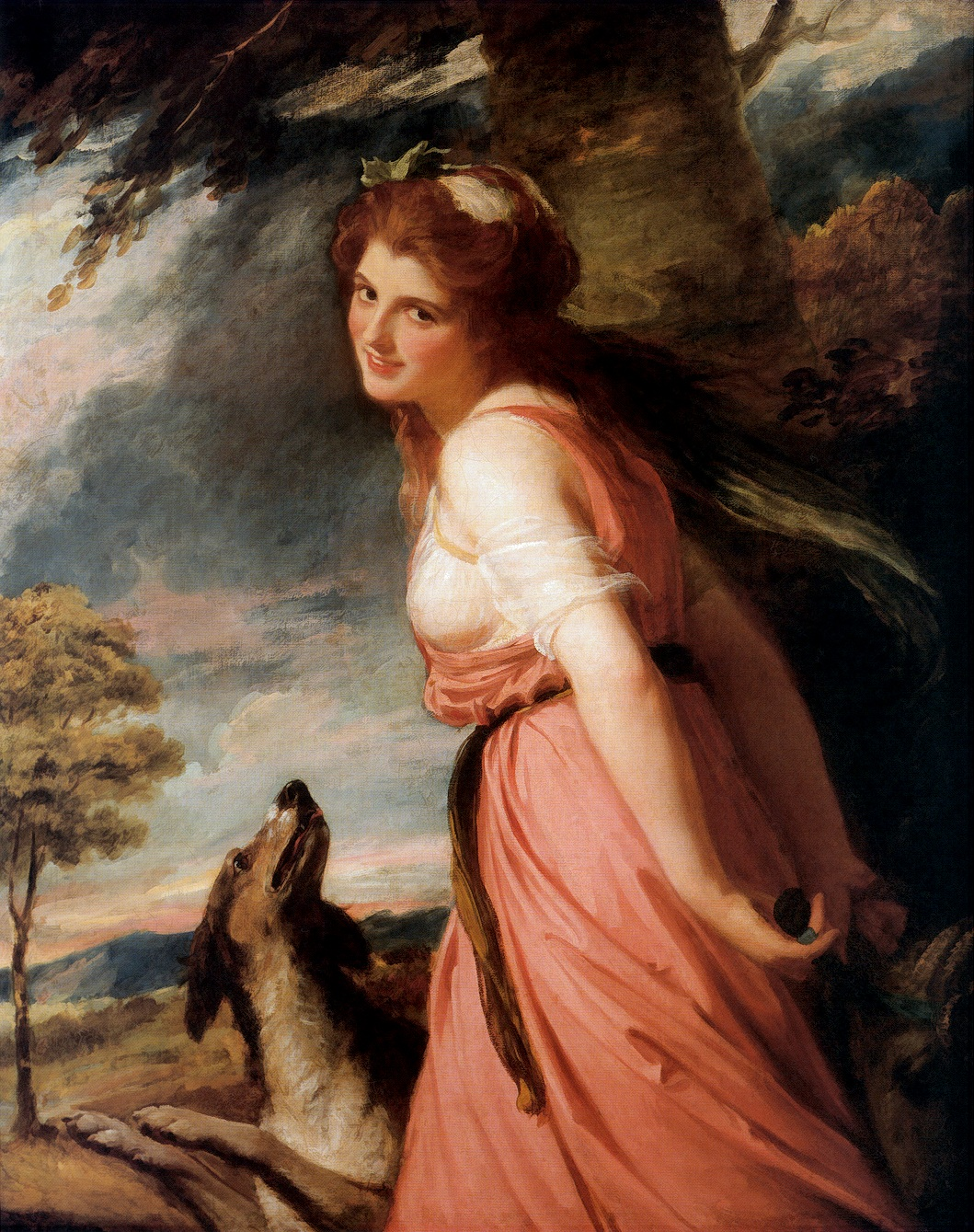
埃玛扮作酒神女祭司，乔治·罗姆尼，1785年左右
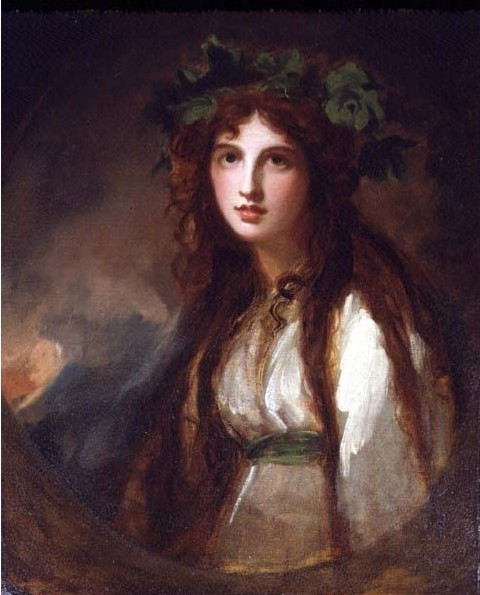
埃玛扮作酒神女祭司，乔治·罗姆尼
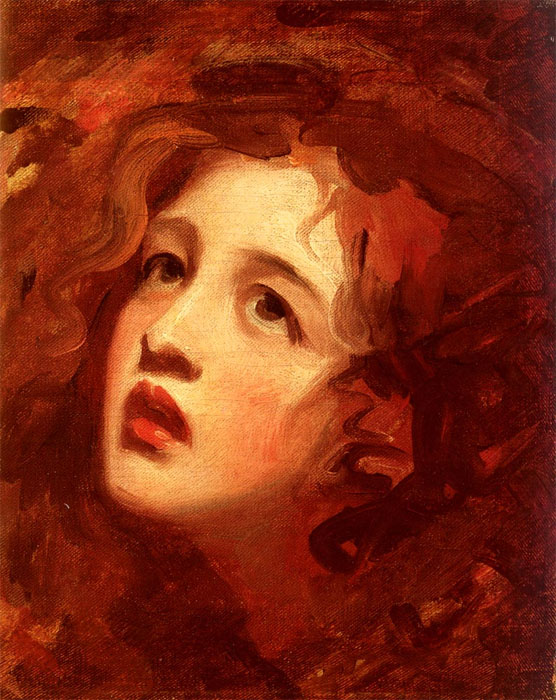
埃玛扮作米兰达（英语：Miranda (The Tempest)），乔治·罗姆尼
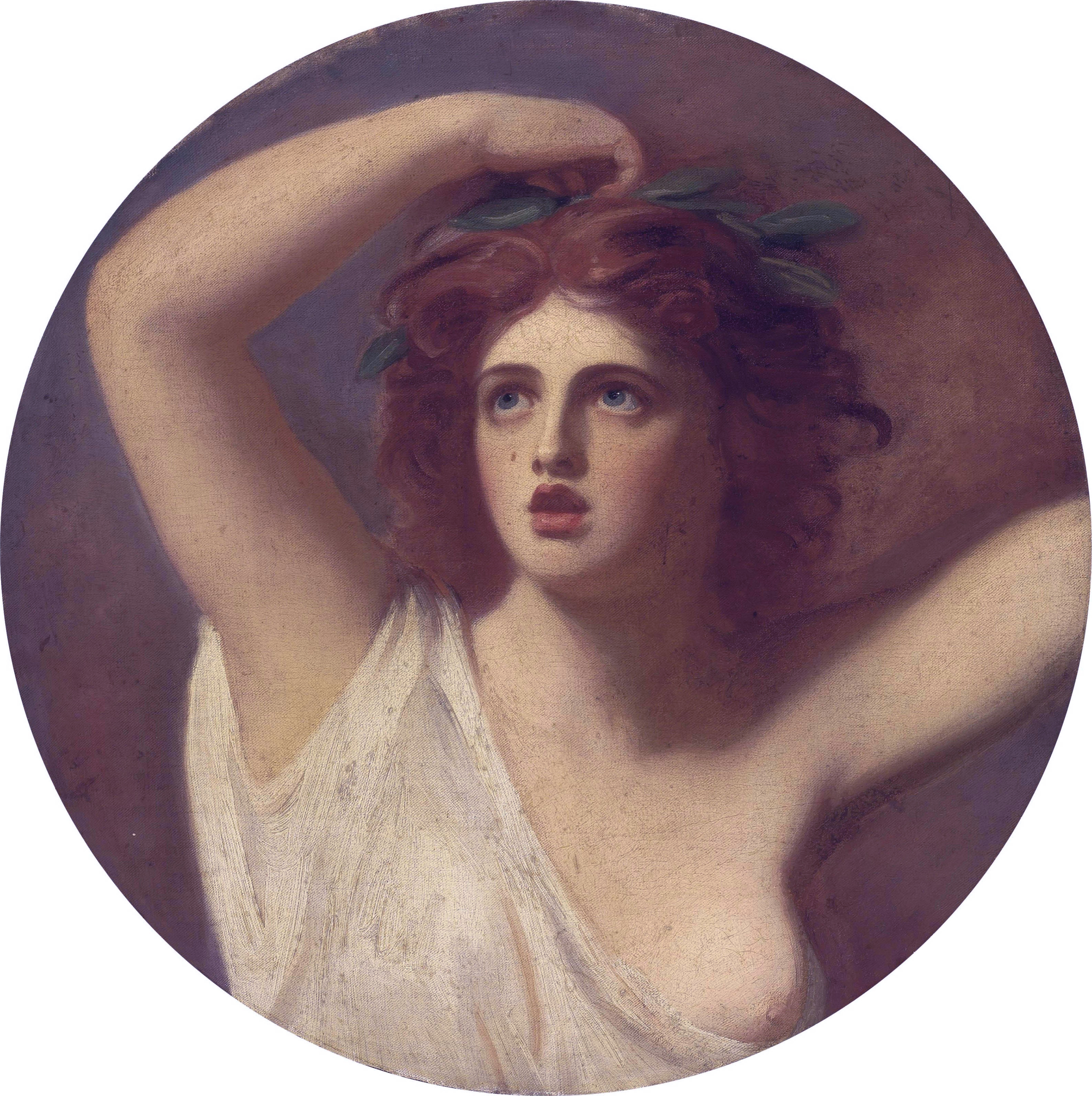
埃玛·汉密尔顿爵士夫人扮作卡珊德拉，乔治·罗姆尼
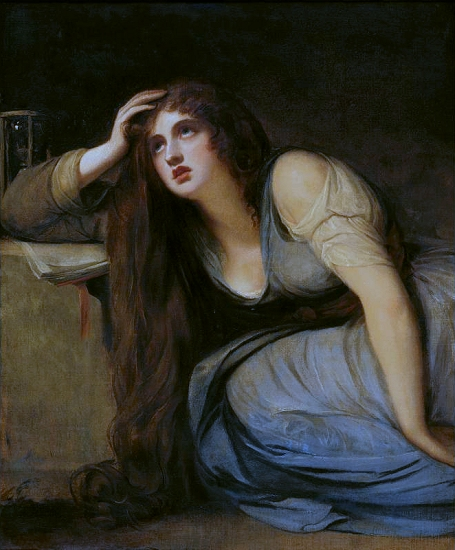
汉密尔顿爵士夫人扮作抹大拉的馬利亞，乔治·罗姆尼，1792年前
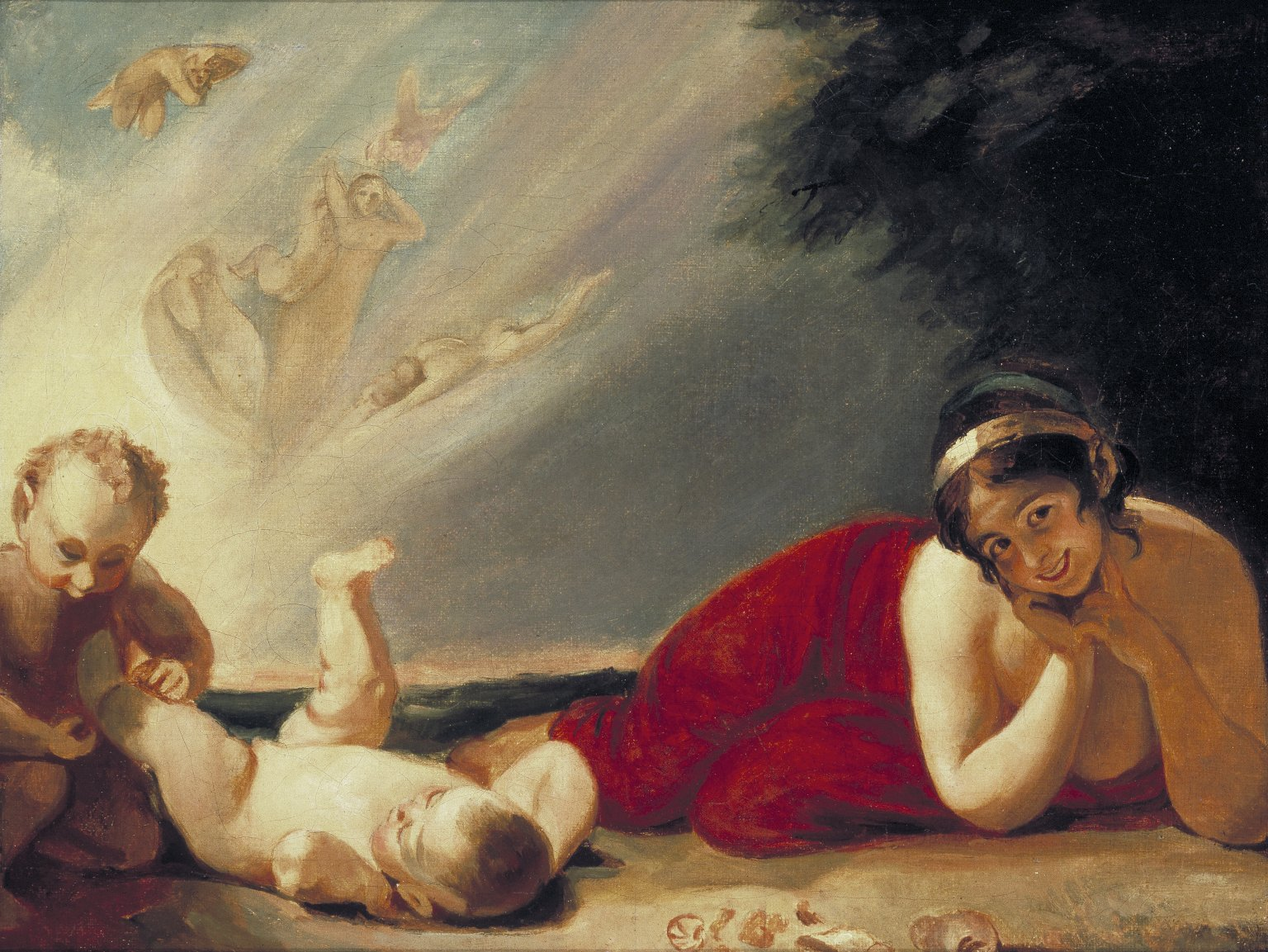
汉密尔顿爵士夫人扮作緹坦妮雅，与帕克和調換兒，乔治·罗姆尼，1793年
埃玛扮作酒神女祭司，伊莉莎白·維傑·勒布倫，1790–1791年
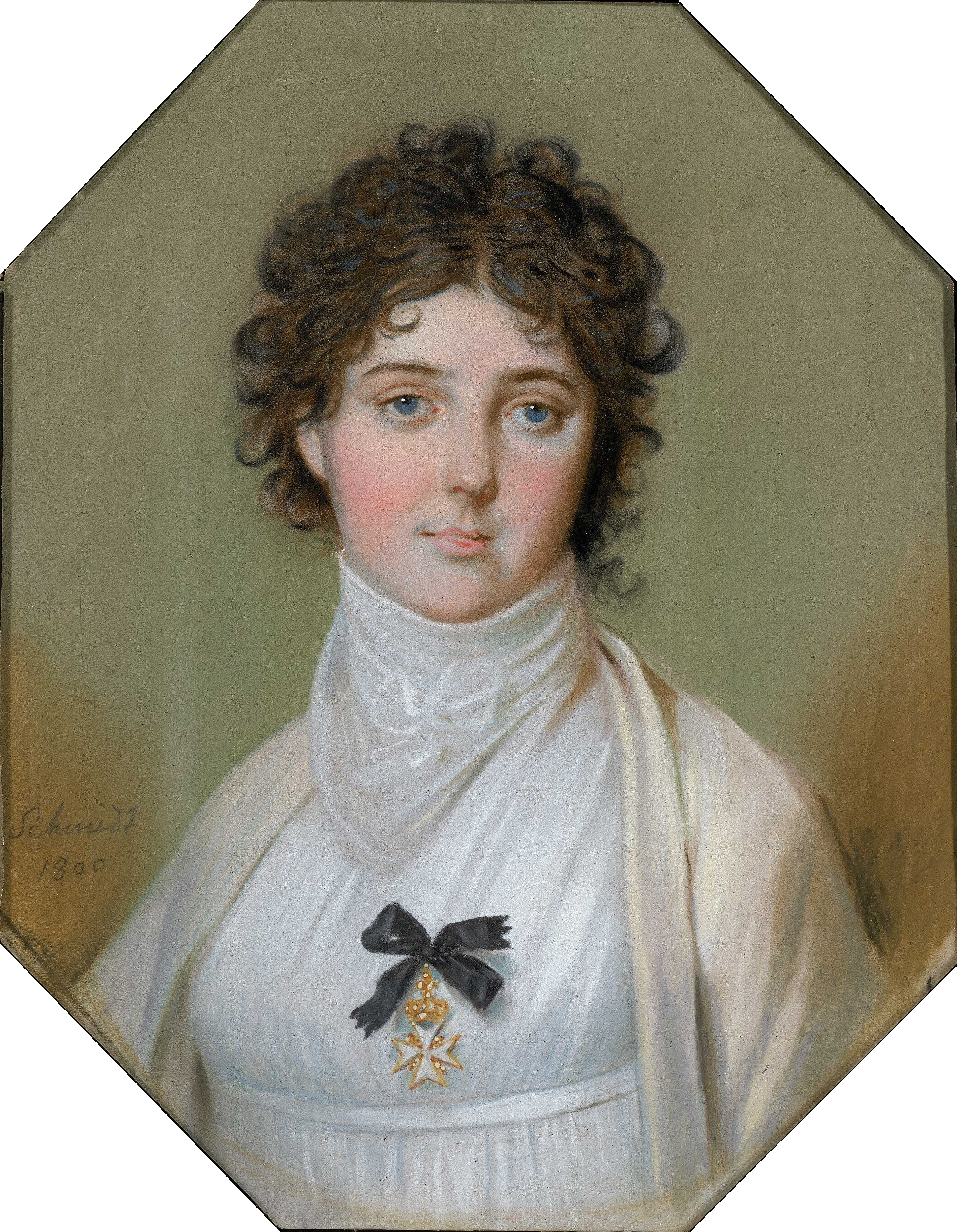
粉彩，約翰·海因里希·施密特，1800年左右，歸纳尔逊所有

## 與威廉·汉密尔顿爵士結婚
开始的大约六个月，埃玛与她的母亲（与威廉爵士分开）一起住在塞萨宫的公寓里，并恳求格雷维尔前来接她。埃玛渐渐意识到他已经抛弃了她。當她意識到格雷維爾對她的計劃時，她非常憤怒，但最终开始享受在那不勒斯的生活，对威廉爵士在1786年圣诞节前的热烈追求作出回应。他们相爱了，威廉爵士忘记了原计划埃玛只是他临时的情妇，她搬进了他的公寓，把她的母亲留在楼下的一樓房间里。埃玛当时还不能参加宫廷活动，但威廉爵士带她参加了每一个派对、聚会和外出活动。

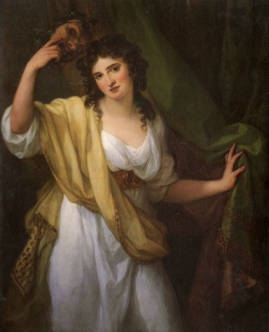
汉密尔顿爵士夫人扮作缪斯，安吉莉卡·考夫曼，1791年

他们于1791年9月6日在圣马里波恩教堂举行了婚礼，当时教堂是一座朴素的小建筑，为了这个目的他们返回了英国，威廉爵士也得到了国王的同意。她当时26岁，而他已经60岁了。虽然她在结婚登记簿上必须使用她的法定名字埃米·莱昂，但婚礼赋予了她汉密尔顿爵士夫人（英語：Lady Hamilton）的称号，这个称号她会在余生中一直使用。此时，汉密尔顿的公共事业正处于巅峰，他们的访问期间，他被授予了樞密院成员资格。婚礼不久后，羅姆尼绘制了他最后一幅取自埃玛真人形象的肖像画《大使夫人》（The Ambassadress），之后他陷入了深深的抑郁，画了一系列疯狂的埃玛素描。
新婚夫妇两天后返回了那不勒斯。婚礼后，格雷维尔将埃玛·卡鲁的抚养费用转移到了威廉爵士那里，並建議他可以让她搬到適合特使繼女的住所。然而，威廉爵士宁愿暂时忘记她一段时间。

## 那不勒斯的生活和“姿态”

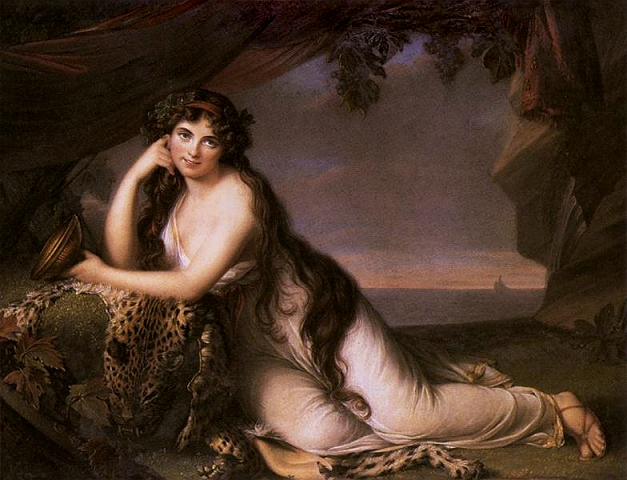
汉密尔顿爵士夫人扮作阿里阿德涅，伊莉莎白·維傑·勒布倫，1790年

她在卡塞塔一间由威廉爵士租来的房子里居住了一段时间。汉密尔顿爵士夫人成为瑪麗亞·卡羅琳娜王后的亲密朋友，她是玛丽·安托瓦内特的姐姐，也是那不勒斯的费迪南多一世的妻子。汉密尔顿爵士夫人很快就能够流利地讲法语和意大利语，她还是一位有才华的业余歌手。她在家中招待客人时演唱过约瑟夫·海顿的纳尔逊弥撒中的一个独唱部分。曾经有一段时间，马德里皇家歌剧院想要邀请她参加一季演出，与他们的明星安潔莉卡·卡塔拉尼比试，但这个提议被拒绝了。威廉爵士委托人为埃玛绘制了许多肖像画，尽管这些肖像画并不是出于情感价值；他几乎总是为了盈利而出售它们，通常是在英国。駐那不勒斯大使的小兒子德塔列朗先生在回應威廉爵士對藝術的興趣的評論時說：“相反，是藝術在照顧威廉爵士的興趣”。
埃玛的粗俗穿着、不贵族化的举止和喝酒有时会引起她的陪伴者的不满，波旁公爵在那不勒斯的一次晚宴上谈到了埃玛喝波特酒的方式，她肯定是养成了“习惯”，因为她在喝完两三瓶后并没有醉倒。
与威廉·汉密尔顿爵士对古代文物和艺术的热情相似，她开发出了她所称之为“姿态”（Attitudes）的活物表——在英国訪客面前表演雕塑和绘画的活人画像。埃玛开发的姿态，也被称为模拟造型艺术，利用了罗姆尼的想法，将古典姿势与现代魅力结合，作为她表演的基础。埃玛让她的裁缝制作服装，仿照那不勒斯湾岛民穿的衣服，以及她在为罗姆尼担任模特时经常穿的宽松衣服。她会将这些束腰与几块大披肩或面纱搭配在一起，将自己裹在褶皱的布料中，擺出讓人想起希臘羅馬神話中流行形象的姿勢. 。这种姿势，舞蹈和表演的交叉形式，于1787年春季首次在威廉爵士位于那不勒斯的家中向客人展示，形成了一種猜謎遊戲，觀眾猜測艾瑪所扮演的經典人物和場景的名字。

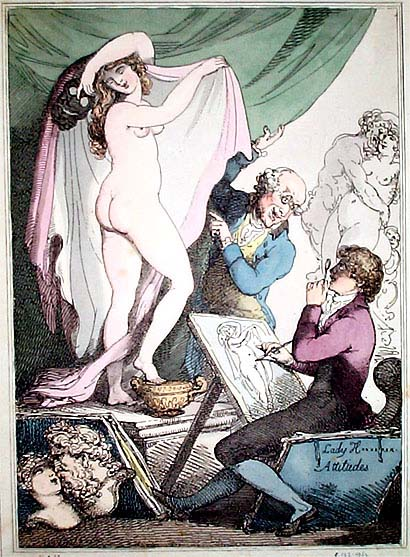
艾瑪表演“姿态”，托马斯·罗兰森

在她的披肩的帮助下，埃玛扮演了从美狄亞到克娄巴特拉女王等各种古典人物，她的表演吸引了贵族、艺术家（伊莉莎白·維傑·勒布倫）、作家（包括伟大的约翰·沃尔夫冈·冯·歌德）以及国王和皇后，同时在欧洲掀起了新的舞蹈潮流，引发了一种盛行的希腊式披肩装。
“姿态”被其他几位（女性）艺术家采纳，其中包括来自丹麦的伊达·布伦，她成为了埃玛在这种新艺术形式中的继任者。著名雕塑家贝特尔·托瓦尔森钦佩她的艺术。

## 與纳尔逊结识
作为英国特使的夫人，埃玛在1793年9月10日纳尔逊抵达那不勒斯后欢迎了他（当时他与范妮·尼斯比特结婚已有约六年），他前来集結对抗法国的增援。在18岁的伊丽莎白·温的日记中，她在1797年被描述为“一个迷人的女人，美丽，非常好脾气又和蔼可亲”。他在那不勒斯停留仅五天后于9月15日启航前往撒丁岛时，很明显他已经略微陷入了爱河。
结婚四年后，埃玛已经对与威廉爵士生育孩子感到绝望，尽管她写道他是“最好的丈夫和朋友”。他似乎是不育的。她再次试图说服他允许她的女儿以她的母亲卡多根夫人侄女的身份和他们一起住在塞萨宫，但他拒绝了这个请求。
五年后，纳尔逊于1798年9月22日再次回到那不勒斯，他已经成为一个活生生的传奇人物，在阿布基爾的尼罗河海战中取得了胜利，他的继子乔赛亚·尼斯贝特（Josiah Nisbet）那时已经18岁。此时，纳尔逊的冒险已经使他过早地衰老；他失去了一只手臂和大部分牙齿，并且受到咳嗽的困扰。在他到达之前，埃玛写了一封热情洋溢地表达她对他钦佩之情的信。纳尔逊甚至向他日益疏远的妻子深情地写了关于埃玛的信。埃玛和威廉爵士陪同纳尔逊前往他们的住所，塞萨宫。

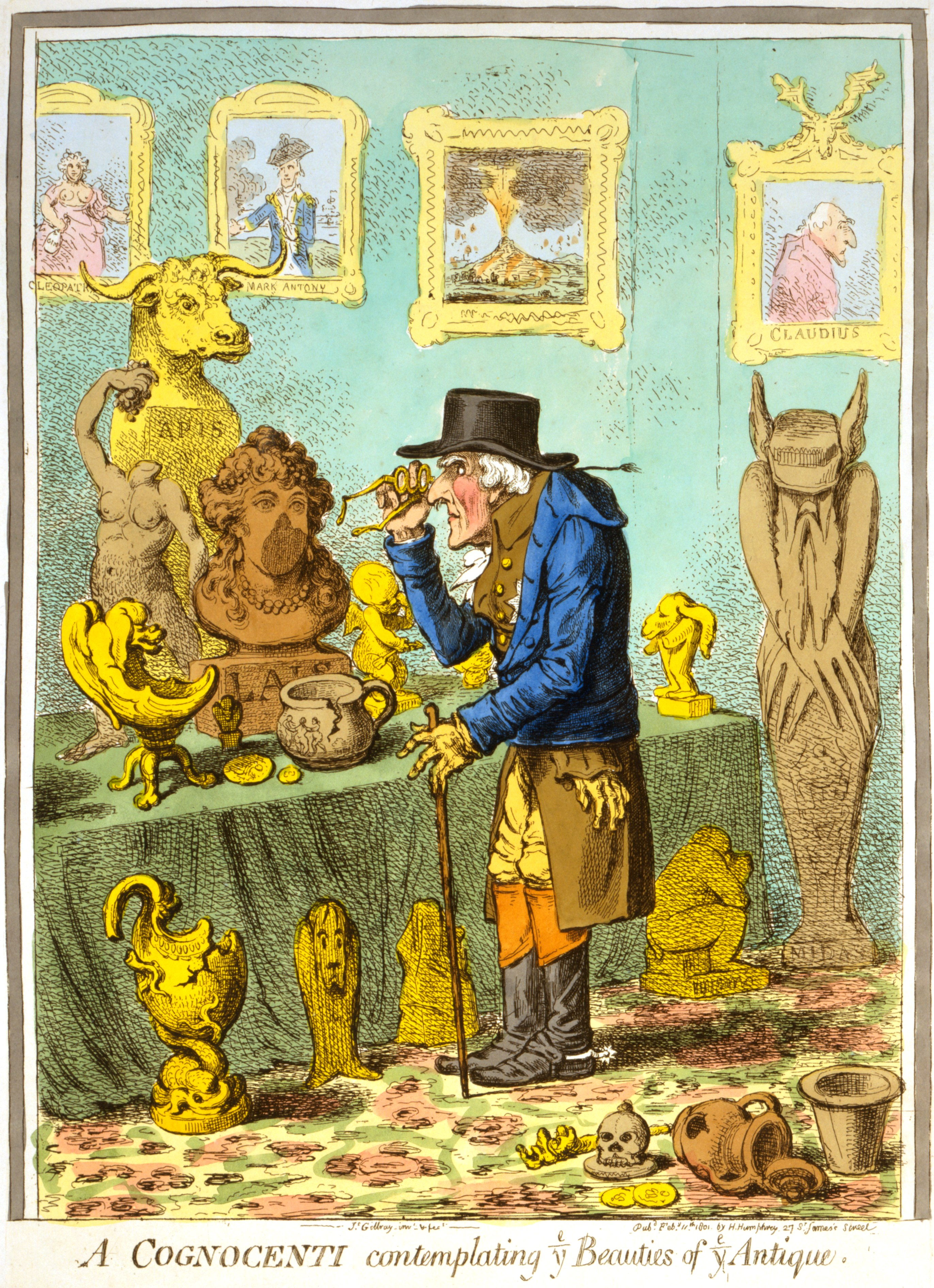
詹姆斯·吉尔雷在A Cognocenti contemplating ye Beauties of ye Antique（1801）中諷刺了威廉爵士對埃玛和纳尔逊之間的風流韻事的態度。埃玛是左上角的“克娄巴特拉”，纳尔逊是旁邊的“馬克·安東尼”

埃玛在丈夫的屋簷下照顧纳尔逊，并安排了一个拥有1,800名宾客的派对，以庆祝他在9月29日的40岁生日。派对结束后，埃玛成了纳尔逊的秘书、翻译和政治推动者。他们很快坠入了爱河，并开始了一段婚外情。汉密尔顿对纳尔逊表示出钦佩和尊重，反之亦然；这段婚外情被两人容忍。到了11月，那不勒斯关于他们婚外情的八卦传到了英国的报纸上。埃玛·汉密尔顿和霍雷肖·纳尔逊成了名人。
那时，埃玛不仅已经成为玛丽亚·卡罗琳娜王后的亲密朋友，还发展成了一个重要的政治影响力。她向女王提供了如何应对法国大革命的威胁的建议。玛丽亚·卡罗琳娜的妹妹玛丽·安托瓦内特成了大革命的受害者。

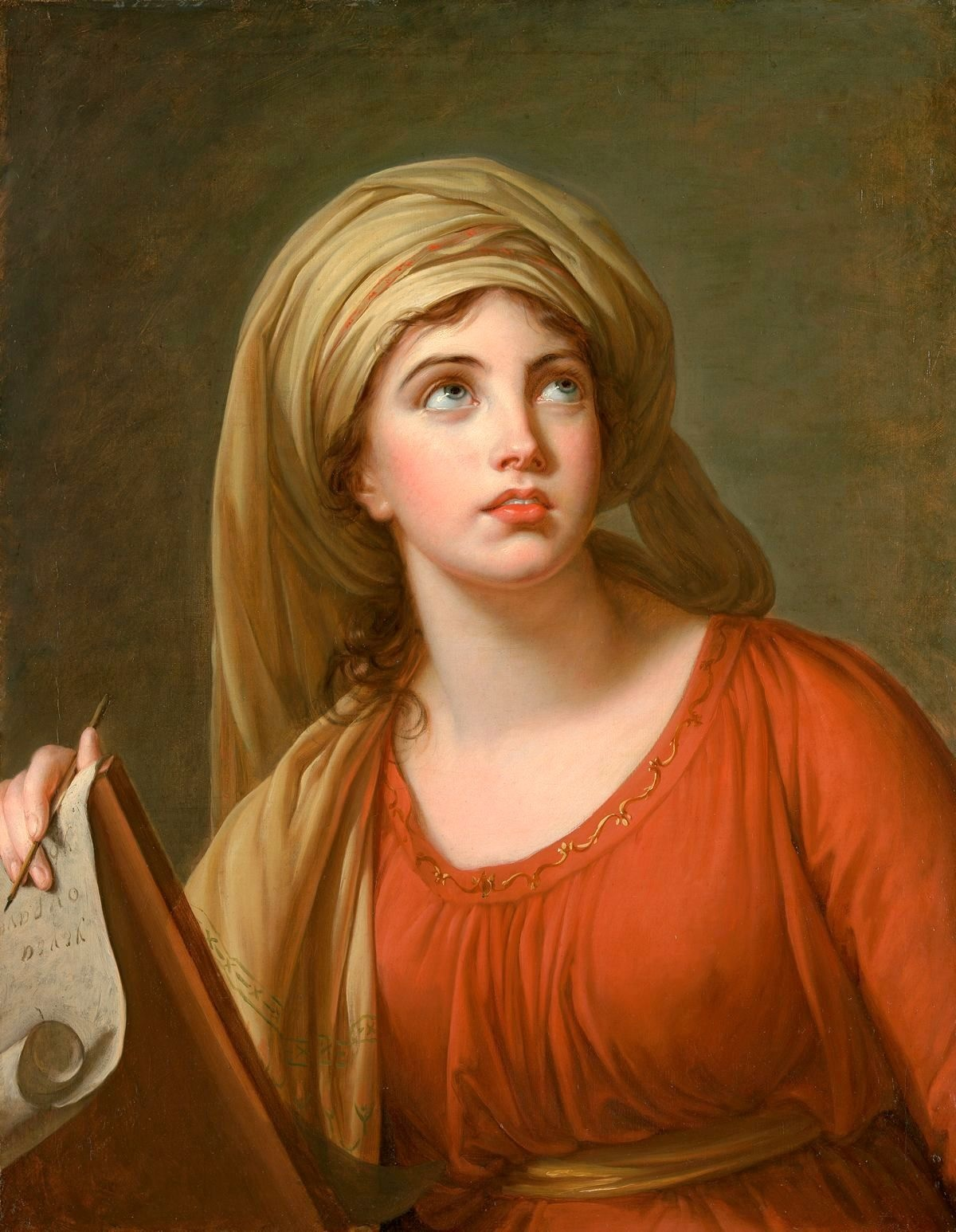
漢密爾頓爵士夫人扮演波斯女预言家，伊莉莎白·維傑·勒布倫，1792年。受布里萨克公爵委託，在那不勒斯創作，其副本被寄給了威廉爵士。這幅肖像無論在哪裡展出都獲得了巨大的聲譽，並且對勒布倫作為肖像藝術家的職業生涯的崛起起到了重要作用^{102, 104, 124, 129}

1799年，那不勒斯發生了一場由貴族成員領導的奇怪革命；普通人并不同意这次革命。法国军队并不受欢迎，但皇室一家逃往了西西里。从这里，纳尔逊试图帮助皇室镇压革命者。他没有得到英国政府的支持。他甚至同意革命的一位领袖，海军上将弗朗西斯科·卡拉乔洛，因叛国罪被处决。埃玛在1799年6月24日与纳尔逊的舰队一起抵达那不勒斯附近时，在帮助结束革命方面扮演了重要角色。她充当了中间人的角色，将女王的信息传达给纳尔逊，将纳尔逊的信息传达给女王。

## 倫敦和默頓的生活
纳尔逊随后不久被召回英国，恰逢政府最終批准了汉密尔顿解除那不勒斯職務的請求。埃玛可能在1800年4月左右怀孕。纳尔逊、埃玛、她的母亲和威廉一起出行，经由中欧采取了尽可能最长的路线回到英国（曾在维也纳的埃施特哈齐宫听约瑟夫·海顿的“紧缩时期的弥撒”，现在称为“纳尔逊弥撒”，并在艾森施塔特会见了作曲家）。他们最终于1800年11月6日抵达雅茅斯，受到英雄般的欢迎。
在11月8日抵达伦敦后，他们在宾馆租了套房，此前纳尔逊向妻子关于在他们朗德伍德（Roundwood）的家中接待宴会的信息传达出现了失误。纳尔逊的妻子范妮看到埃玛怀孕后非常不快。这段姻缘很快就成为众所周知的事实，而且范妮没有像威廉爵士那样平静地接受这段事情。当时，埃玛正在赢得一场媒体的战争，每个高贵的女士都在尝试模仿她的“外表”。纳尔逊本人在不与埃玛在一起时对范妮非常残忍，这加深了范妮的痛苦。埃玛的丈夫，威廉爵士，在媒体上遭到了无情的讽刺。然而，他的姐姐/妹妹观察到他非常宠爱艾玛，而且她也非常依赖他。
汉密尔顿一家搬进了威廉·贝克福德的府邸，位于格罗夫纳广场22号，而纳尔逊和范妮则搬进了多佛街17号的一幢家具豪华的房子，两地步行可至，直到12月，威廉爵士在皮卡迪利街23号租了一座房子，位于格林公园对面。在1月1日，纳尔逊晋升中将得到确认，他准备在同一晚上出海。范妮向他提出要他在她和情妇之间作出选择的最后通牒，纳尔逊感到非常愤怒，他选择了埃玛，并决定采取措施正式与妻子分开。在被特工赶出城市后，他再也没有见到过她。在他出海期间，纳尔逊和埃玛交换了许多信件，使用秘密代码讨论埃玛的状况。埃玛对纳尔逊保守了她的第一个女儿埃玛·卡鲁的存在，威廉爵士继续为她提供支持。

### 霍雷希娅出生
1801年1月29日，埃玛在皮卡迪利23号生下了纳尔逊的女儿霍雷希娅，不久后，她被带到某个姓吉布森的夫人那里照料，并雇了一个母乳喂养的奶妈。2月1日，埃玛在圣詹姆士广场諾福克公爵的家举办的音乐会上引起了轰动。她努力讓媒體保持着關注。
不久之后，威尔士亲王（后来的乔治四世国王）迷上了埃玛，导致纳尔逊陷入了嫉妒之中，激发了威廉爵士写给纳尔逊一封引人注目的信，向他保证她是忠誠的。2月底，纳尔逊返回伦敦，在吉布森夫人那里见到了自己的女儿。纳尔逊的家人知道这个怀孕的事情，他的牧师哥哥威廉·纳尔逊写信给埃玛，赞扬她的美德和善良。纳尔逊和埃玛在他出海期间继续通信，她保存了每封信。在他离开时，她还安排她的母亲去哈登的基德家和曼彻斯特的女儿家。
同年秋天，受埃玛的建议，纳尔逊从朋友戴维森那里借钱以9,000英镑的价格购买了位于温布尔登附近的默顿地方的一座小破房子，打算在这里居住。他允许埃玛自由支配开支来改善这里，她的愿景是将房子变成对他的天才的一种颂扬。他们在那里公开生活，与威廉爵士和埃玛的母亲一起，形成了一个引人注目的三角家庭。埃玛努力争取纳尔逊家人的支持，曾照顾他80岁的父亲埃德蒙在默顿度过了10天，他很喜欢她，考虑过和他们一起搬进这个家，但还是不忍离开心爱的诺福克。埃玛还帮过纳尔逊的姐妹苏珊娜，她嫁给了托马斯·博尔顿，以及姬蒂（凯瑟琳），她嫁给了喬治·馬查姆，埃玛帮着她们撫養孩子並維持收支平衡。納爾遜的嫂子萨拉（嫁給了威廉）也向他施壓，要求他提供幫助和優惠，包括支付他們的兒子霍雷肖在伊頓的學費。大約在這個時候，埃玛終於向納爾遜講述了她女兒埃瑪·卡魯（現稱為埃瑪·哈特利）的事情，發現她其实沒有什麼可擔心的。他邀請她住在默頓，很快就喜歡上了这位“埃玛的親戚”。一封未发表的信显示，纳尔逊在这个时候承担了照顾年幼的埃玛的责任。埃玛继续向观众展示她的姿态，此时她的体重增加，她的饮酒加剧。在4月13日，約瑟夫·法林頓在日记中写道：
……她舉止大膽&毫無防備，發胖，&酗酒。
1802年3月25日的亞眠和約后，纳尔逊退役，但他想通过保持财富的光环来维持他在社会中的新地位，而埃玛努力实现这个梦想。4月，纳尔逊的父亲病重，但纳尔逊没有去探望他在诺福克的父亲，而是留在家里庆祝埃玛的37岁生日，恰好在埃德蒙去世的那一天，儿子没有参加父亲的葬礼。

### 威廉爵士之死
報紙報導了他們的一舉一動，包括前往威尔士視察威廉爵士的莊園，以及前往拉姆斯蓋特度假，旨在給他帶來一些平靜和安寧，並希望埃玛在著裝、家居裝飾甚至晚宴菜單上引領時尚。到1803年秋天，威廉爵士的健康狀況每況愈下，與此同時，與法國的和平關係也正在瓦解。新年後，人們舉辦了一場“兒童舞會”，以庆祝霍雷希娅，並於二月份舉辦了一場有100名賓客參加的音樂會。
不久之後，威廉爵士在皮卡迪利街23號病倒，並於4月6日死在埃玛的懷裡。查爾斯·格雷維爾是遗产的执行人，他指示她離開皮卡迪利街23號，但為了體面起見，她的地址必须与纳尔逊分开，因此幾個月後搬進了不遠的克拉格斯街11號。1802年拜訪埃玛的画家勒布倫表示，埃玛似乎並沒有因為丈夫的去世而感到真正的触动，而且此時已經“胖得可怕”（最後一次見面是在那不勒斯，當時納爾遜正在向埃玛求愛）。
納爾遜已被任命為地中海艦隊總司令，他们赶在他离开之前在馬里波恩教堂为霍雷希娅举行了洗礼。根據历史学家凯特·威廉斯的說法和一封未發表的信件，在她的洗禮記錄上，她的名字被記錄為霍雷希娅·纳尔逊·湯普森（Horatia Nelson Thompson），她的出生日期被錯誤地記錄為1800年10月29日，以便繼續假裝她出生在那不勒斯，並且是埃玛和納爾遜的教子；然而，唯一公開的記錄抄本顯示的是1801年10月29日。納爾遜後來寫了一封信，解釋說這個孩子是那不勒斯的一個孤兒，“留给他照顾和保护”。
埃玛策劃、資助并主持了1803年5月18日在皮卡迪利街23号举行的纳尔逊外甥女姬蒂·博尔顿（苏珊娜的女儿）和姻侄威廉·博尔顿船长（纳尔逊姐姐苏珊娜的丈夫的兄弟的儿子）的婚礼，正是在这一天，纳尔逊一大早离开，参加拿破崙戰爭，埃玛还怀着他们的第二个孩子（尽管当时他们俩都不知道）。婚礼的见证人是夏洛特·玛丽·纳尔逊（纳尔逊哥哥威廉的女儿）和“埃玛·哈特利”（埃玛的女儿埃玛·卡鲁）。

### 納爾遜再次出海

絕望中的狄多，1801年2月6日。詹姆斯·吉尔雷的这张画（还有许多）諷刺了納爾遜和埃玛·漢密爾頓之間的醜聞關係，把两人比作狄多和埃涅阿斯。可以看到威廉爵士睡在後面

她极度孤独，全神贯注地试图将默顿庄园变成纳尔逊所渴望的宏伟住所，患有几种疾病，迫切期盼着他的归来。孩子是个女孩（据报道名叫埃玛），在1804年初出生约6周后夭折，霍雷希娅也在她位于蒂奇菲尔德街的家中生了病。埃玛对新闻界隐瞒了婴儿的去世（她的埋葬没有记录），对纳尔逊的家人隐瞒了她深切的悲伤，越来越难以独自应对。据报道，她通过赌博转移注意力，并陷入酗酒、暴食和挥霍无度的放纵中。
在1804年，埃玛收到了幾次求婚，都是富有的男人，但她仍然爱着纳尔逊，相信他会凭借奖金致富，并在他的遗嘱中给予她丰厚的遗产，于是她拒绝了所有求婚。她继续招待和帮助纳尔逊的亲戚，尤其是威廉和萨拉“骄矜的儿子霍勒斯”以及他们的女儿夏洛特，她在一封信中被稱為埃玛的“養女”。纳尔逊敦促她让霍雷希娅留在默顿庄园，当1804年他似乎马上就要回家的时候，埃玛给默顿庄园置办家具和装修欠下了巨額賬單。五岁的霍雷希娅于1805年5月搬到默顿庄园居住。有报道称她与埃玛·卡鲁一起度假。
在1805年8月短暂访问英国后，纳尔逊不得不再次回到军中。埃玛在10月1日、7日和13日收到他的信件。在船上，他寫了一張便條，作為他遺囑的附錄，要求國王和國家為回報他，應該給予埃玛“充足的供給以維持她的生活地位”，並且他的“養女，霍雷希娅·納爾遜·湯普森……以後只使用納爾遜的姓”。

### 纳尔逊之死
1805年10月21日，纳尔逊的舰队在特拉法加海戰中击败了一支法国西班牙联合舰队。纳尔逊在战斗中受重伤，三小时后去世。当他的死讯传到伦敦时，有人派信使前往默顿庄园将消息告诉了汉密尔顿爵士夫人。她后来回忆道，
他们給我带来了消息，来自海军部的惠特比先生。‘立刻请他进来，’我说。他进来了，面色苍白，声音微弱，说：‘我们获得了伟大的胜利。’——‘不要管你的胜利，’我说。‘我的信——把我的信给我’——惠特比船长无法言说——他的眼里充满了泪水，脸上泛起了一丝死一般的苍白，我便明白了他的意思。我相信我尖叫了一声，向後倒去，接下来的十个小时我说不出来也哭不出来。
埃玛在床上因悲伤而瘫痪了许多周，常常含着眼泪接待访客。过了几周她才听说纳尔逊临终时的最后一句话是关于她的，他恳求国家照顾她和霍雷希娅。在纳尔逊的哥哥威廉和他的妻子萨拉与她疏远后（威廉听说纳尔逊没有改变遗嘱后感到兴奋），她依靠纳尔逊的姐妹（苏珊娜·博尔顿和姬蒂·馬查姆）给予道义支持和陪伴。和她一样，博尔顿家和馬查姆家也在等着纳尔逊胜利回归的时候大手笔花费，埃玛给过他们和纳尔逊其他的朋友和亲属一些钱。

## 晚年生活

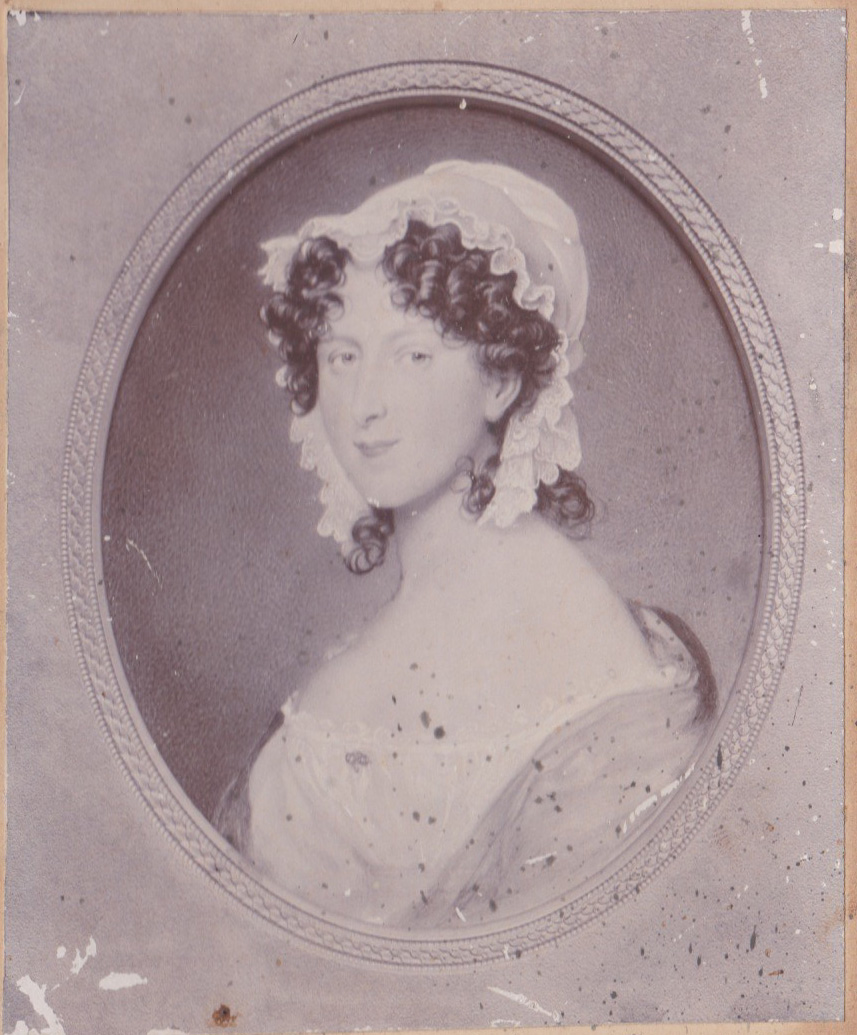
霍雷希娅·纳尔逊

納爾遜的遺囑於11月宣讀；威廉繼承了除默頓之外的全部房產（包括布龙泰），以及他的銀行賬戶和財產。政府授予威廉伯爵爵位，授予他的兒子霍雷肖（又名霍勒斯）子爵爵位——納爾遜一直渴望獲得的頭銜——現在他也是布龙泰公爵。埃瑪獲得2000英鎊、默頓，以及每年来自布龙泰莊園的500英鎊——比納爾遜在世時少得多，也不足以維持在默頓的生活。儘管納爾遜享有民族英雄的地位，但他留給政府的照顧埃瑪和霍雷希娅的指示卻被忽視了；他們也無視了他希望她在他的葬禮上唱歌的願望。
葬禮非常奢華，政府花費了14,000英鎊，但埃瑪被排除在外。只邀請了博爾頓和馬查姆家族的男人，埃瑪與家人和女人們一起度過了這一天。她為雙方家庭提供了晚餐和早餐，並供給博爾頓一家住宿。
葬禮結束後，讨钱信就開始了。威廉不肯幫忙，所以大家都轉向埃瑪。格倫維爾勳爵將納爾遜遺囑的附錄寄給他的律師，並附上一張紙條，表示無能為力；相反，博爾頓家和馬查姆家各自獲得了10,000英鎊（但仍將青春期的女兒交給埃瑪接受教育），而威廉則獲得了100,000英鎊用於購買名為特拉法加的莊園，还有5000英鎊的生活補助。
威廉和埃瑪之間的關係變得緊張，他拒絕向她支付應得的500英鎊撫恤金。埃瑪對夏洛特夫人的拒絕感到特別受傷，部分原因是她曾花了大約2000英鎊支付她的教育、衣服、禮物和度假費用，也因為她越來越喜歡她了。
1806年至1808年期间，她一直保持着旧的生活方式，继续在宴会上花钱，并对默顿进行改建，使之成为纳尔逊的纪念遗址。纳尔逊之前订购的货物到货了，现在必须支付货款。每年从威廉爵士房產中获得的800英镑年金不足以偿还债务和维持生活，埃玛深陷债务泥潭。
她从克拉格斯街搬到了邦德街136号一处更便宜的住所，但她仍无法放弃默顿。她的哥哥威廉勒索她给他钱，而卡多根夫人的姐姐/妹妹康纳一家也希望得到施舍。1806年6月下旬的夏天，埃玛·卡鲁来进行了短暂的访问，这时哈里·费瑟斯通豪爵士送来了500英镑，作为母女俩的生活费。埃玛接待并雇佣了詹姆斯·哈里森花六个月时间撰写了两卷本《纳尔逊生平》（Life of Nelson），其中明确指出霍雷希娅是他的孩子。她继续在默顿招待客人，其中包括威尔士亲王、薩塞克斯公爵和克拉伦斯公爵，但那些王室成员并没有回馈她任何恩惠。
不到三年，埃玛就欠下了一万五千多英镑的债务。1808年6月，默顿未能在拍賣會上出售。她并非完全没有朋友，她的邻居们也团结起来，约翰·佩林爵士接待了一批有影响力的金融家，帮助她安排财务和出售默顿。默顿最终于1809年4月售出。然而，她继续挥霍无度，再加上人们对她的掠夺，资金不断耗尽，这意味着她仍然负债累累，尽管大多数人并不知情。她的母亲卡多根夫人于1810年1月去世。1811年和1812年的大部分时间里，她實質上都被关在债务人监狱里，1812年12月，她或者是自首（她的名字没有出现在记录簿中）又或者是被判处在薩瑟克的国王法庭监狱服刑，不过她没有被关在牢房里，而是被允许与霍雷希娅一起住在附近的房间里，按照制度，有教养的囚犯可以购买“规则范围内”的居住权，即监狱周围三平方英里的区域。
1813年初，她向威尔士亲王、政府和朋友们请愿，但所有请求都失败了，不得不低价拍卖自己的许多财产，包括纳尔逊的许多遗物。然而，她仍在继续借钱以维持形象。1814年4月，《纳尔逊勋爵致汉密尔顿爵士夫人的信》（Letters of Lord Nelson to Lady Hamilton）发表后，公众舆论开始反对她。
埃玛急于离开这个国家，但由于乘坐普通渡轮会有被捕的危险，她和霍雷希娅躲了债主一个星期后，于1814年7月1日带着50英镑登上了一艘驶往加来的私人船只。起初，她住在昂贵的德桑酒店（Dessein's Hotel），依靠欠账维持社交生活和美食。她的老管家弗朗西斯夫人来管理家务，还雇佣了别的仆人。然而，很快她就债台高筑，并长期受到胃痛、恶心和腹泻等健康问题的困扰。她转而求助于罗马天主教会，加入了聖皮埃爾會眾。

## 去世
11月，她們搬進了法國街27號的一套廉價公寓。埃瑪開始酗酒並服用鴉片酊。她於1815年1月15日去世，享年49歲。埃瑪於1月21日被埋葬在加来城外的公共墓地，她的朋友乔舒亚·史密斯出资在当地的天主教堂为她举行了简朴的葬礼。她的墳墓後來因戰時破壞而消失，但在1994年，一個專門的團體為她的紀念碑揭幕，該紀念碑今天矗立在黎塞留公園。
亨利·卡多根在埃玛去世后照顾了14岁的霍雷希娅，并为她支付了前往多佛尔的旅费。馬查姆家收留她照顧他们年幼的孩子，直到兩年後蘇珊娜於1813年去世，她被送到博爾頓家住。霍雷希娅隨後與牧師菲利普·沃德（Philip Ward）結婚，育有10個孩子（第一個孩子取名霍雷肖·納爾遜）。一直活到1881年。霍雷希娅從未公開承認她是埃瑪·漢密爾頓的女兒。
贾森·M·凯利 (Jason M. Kelly) 对她进行了如此总结：“在一個充滿貴族特權和有權有勢的男人的世界裡，她普通的出身和性別最終限制了她的選擇”。

## 荣誉和纹章
埃瑪·漢密爾頓因“漢密爾頓爵士夫人”（Lady Hamilton）的禮称而廣為人知，她從1791年起作為威廉·漢密爾頓爵士的妻子和遺孀就享有這一稱號。1800年，她成為“埃瑪·漢密爾頓女爵士”（Dame Emma Hamilton），這是她作為馬爾他騎士團女性成員以自己的權利獲得的頭銜。這是一項不同尋常的榮譽，由當時的騎士團團長沙皇保羅授予，以表彰她在保衛馬耳他島免受法國侵略方面所發揮的作用。
她在后来的正式場合使用这一新頭銜，英國官方場合也承认了埃瑪·漢密爾頓女爵士称号；最值得注意的是，英國纹章院於1806年正式授予她自己的紋章（Per pale Or and Argent, three Lions rampant Gules, on a chief Sable, a Cross of eight points of the second）时使用的就是这个头衔。獅子（lion）顯然指的是她的娘家姓氏莱昂（Lyon），而马耳他十字的加入，则让不了解她与骑士团关系的纹章学者们感到困惑，但可以肯定的是，这是对她贵妇身份的荣誉升华。